# Den russiske sangerinde (roman)
 For alternative betydninger, se Den russiske sangerinde. (Se også artikler, som begynder med Den russiske sangerinde)
Den russiske sangerinde er en kriminalroman skrevet af Leif Davidsen i 1988.
Den russiske sangerinde er første bind i en trilogi, hvor bind 2 er Den sidste spion, og bind 3 er Den troskyldige russer.
Bogen handler om Jack Andersens liv i Moskva, hvor han er diplomat på den danske ambassade, opklaringen af mordet på den danske kvinde Sonia og Jacks forelskelse i den russiske sangerinde Lili Smuul.
Den blev filmatiseret i 1993 som Den russiske sangerinde (film).